# Amay
Amay (en valón Ama) es una localidad y municipio francófono de Bélgica, situado en Valonia y en la provincia de Lieja. El municipio cuenta con más de 14.000 habitantes.

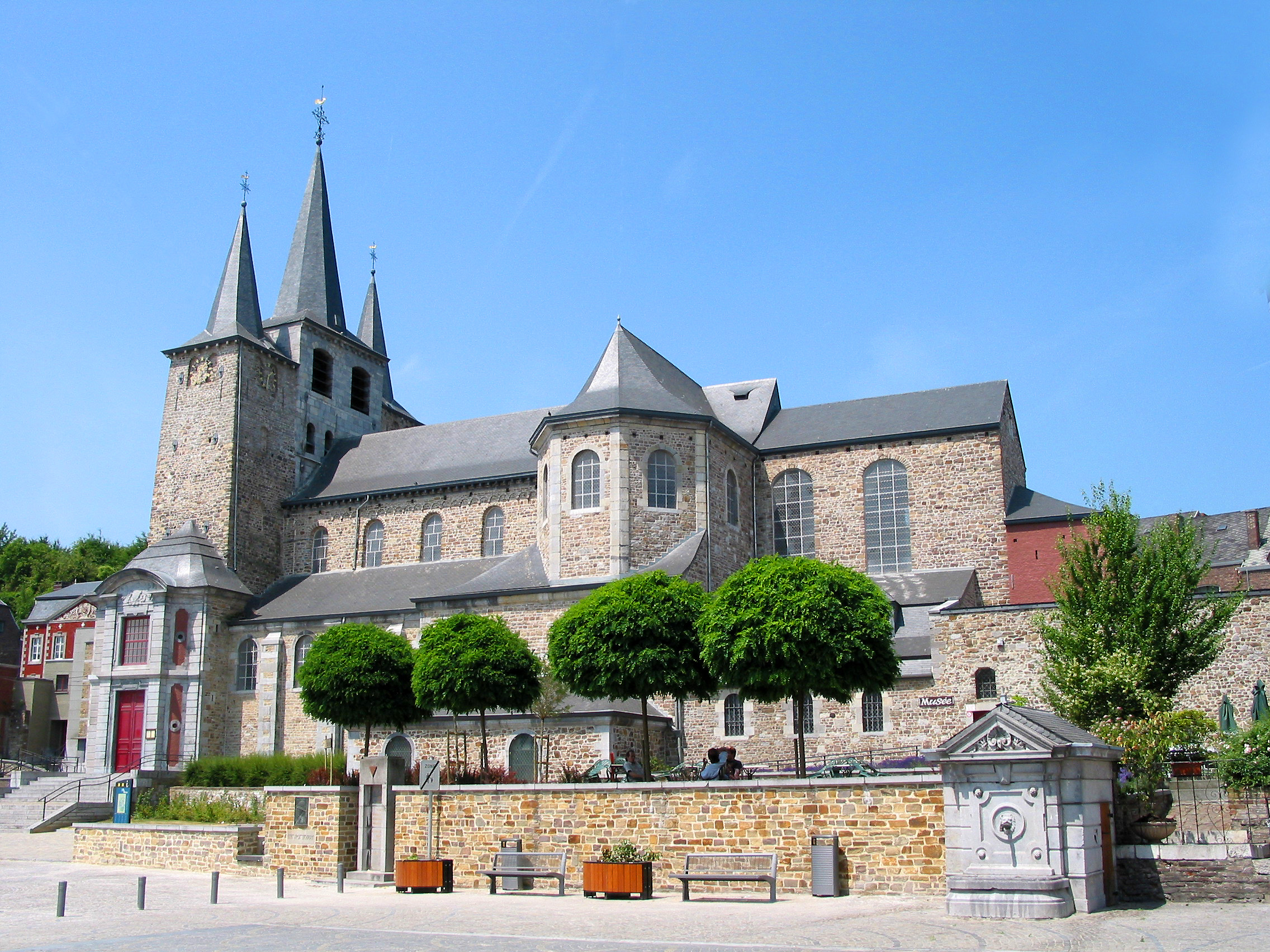
La Colegiata de San Jorge (1089).

## Historia

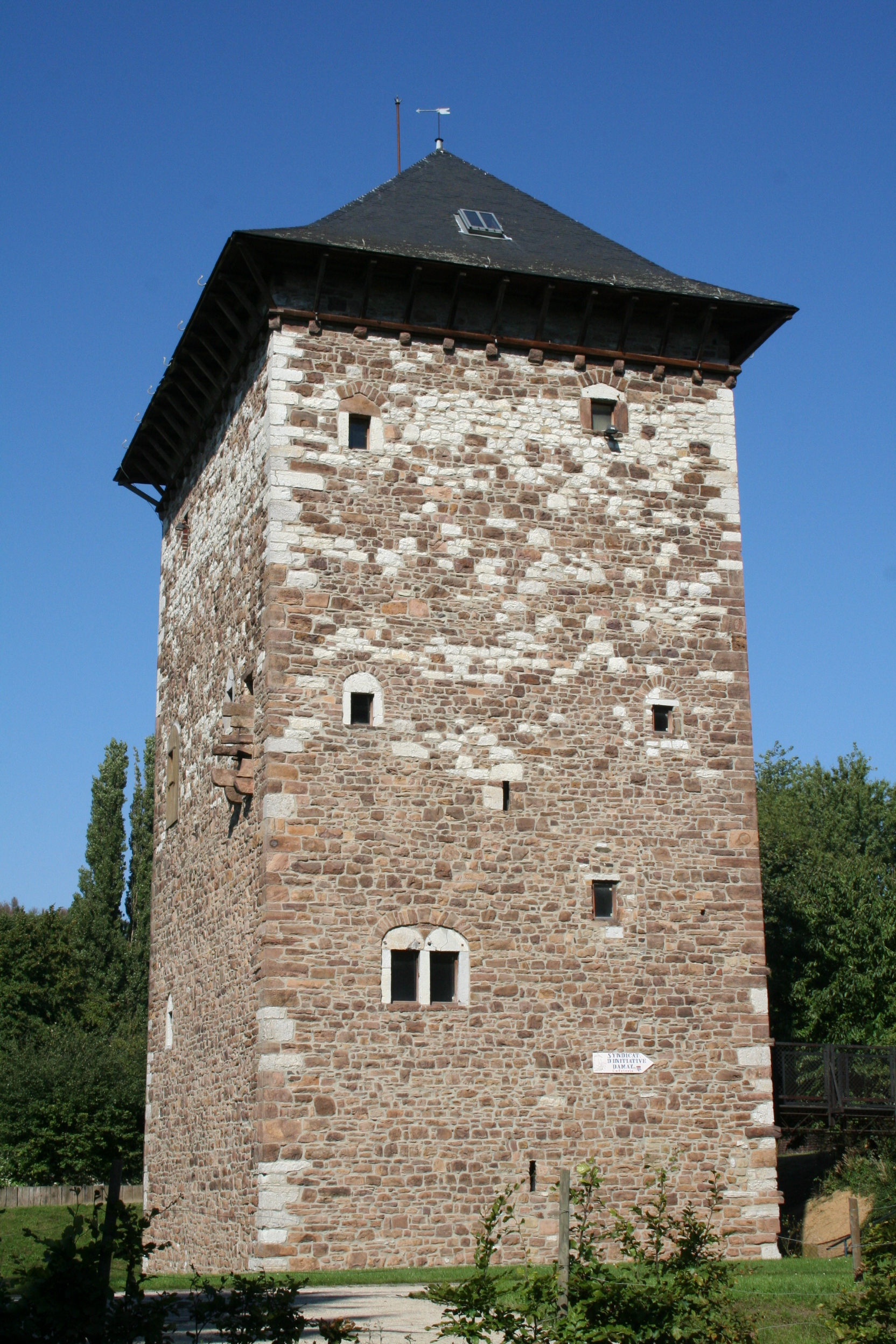
Torre románica de Amay (siglo XII).

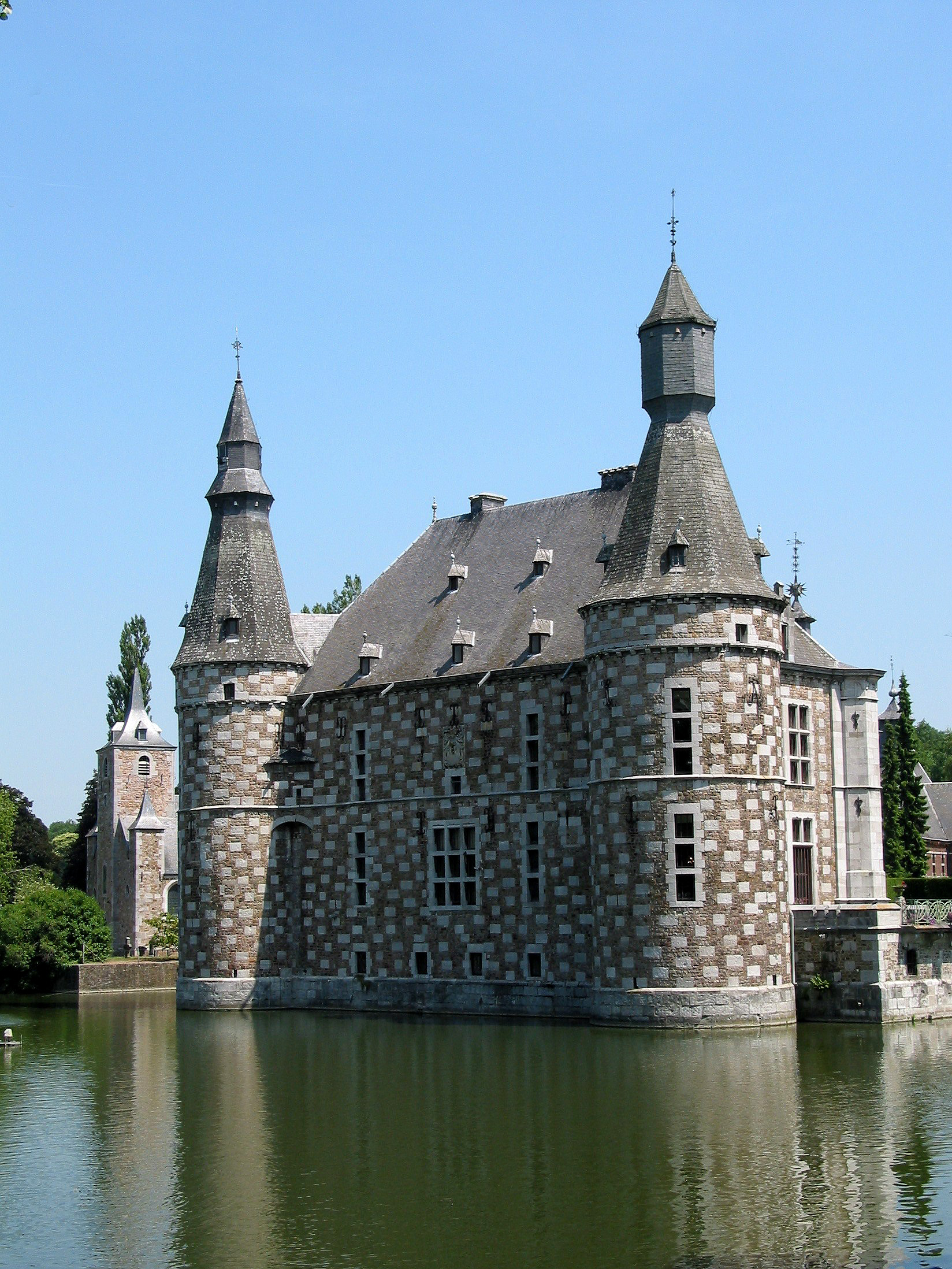
Castillo de Jehay-Bodegnée.

La región de Amay estuvo ya habitada en el neolítico, pero las primeras referencias a la ciudad con su nombre actual datan del año 636.

## Geografía
El municipio se ubica en el valle del Mosa (en francés Meuse), a una altura entre 65 metros (nivel del Mosa) y 245 metros en las cordilleras meridionales.
Lieja se encuentra 20 kilómetros al noreste de Amay, Namur 35 kilómetros al suroeste y Bruselas 75 kilómetros al noroeste. La salida de autopista más cercana es la de Villers-le-Bouillet, en la autopista belga A15. La localidad posee una estación regional propia en la línea férrea Namur-Lieja.
Amay limita con Engis, Huy, Modave, Nandrin, Saint-Georges-sur-Meuse, Verlaine, Villers-le-Bouillet y Wanze.

## Secciones
| Sección | Habitantes | Habitantes |
| Sección | 2005       | 1979       |
| --- | ---------- | ---------- |
| Amay | 7.844      | 7.742      |
| Ampsin | 3.260      | 3.255      |
| Flône | 155        | 222        |
| Jehay | 1.102      | 782        |
| Ombret | 783        | 798        |
| Cifras: Municipio de Amay, 2005-2006 (enlace roto disponible en Internet Archive; véase el historial, la primera versión y la última). |            |            |

La aldea de Rawsa, que hasta 1977 formaba parte del municipio Ombret-Rawsa, fue cedida ese año a Modave.

## Política

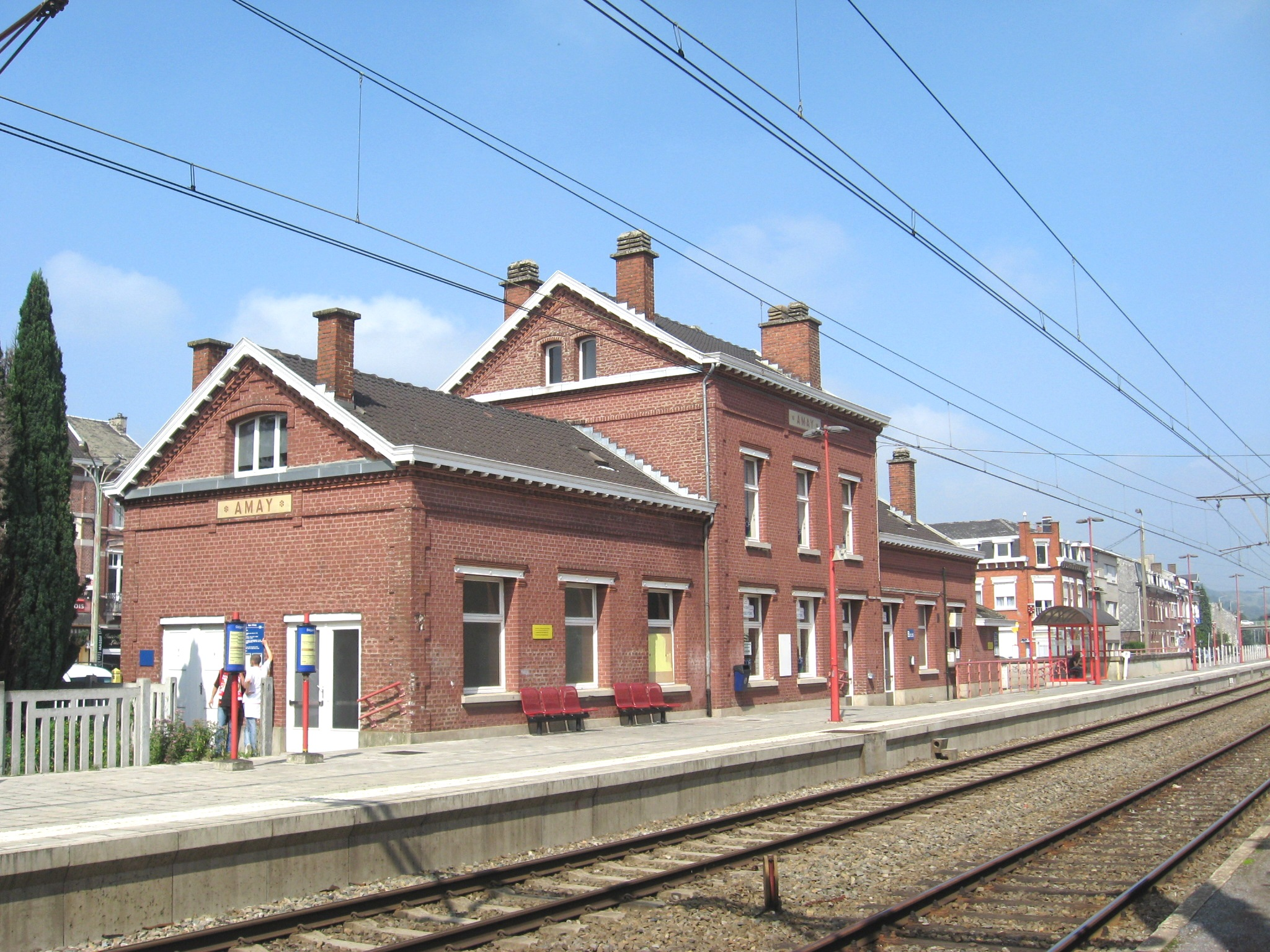
Estación de Amay.

### Administración 2007-2012
La junta administrativa de Amay se compone de una coalición de Ecolo y MR.
Forman parte de la administración las siguientes personas:
| Ayuntamiento | Ayuntamiento                                                                                                  |
| ------------ | --- |
| Alcalde      | Jean-Michel Javaux (Ecolo)                                                                                    |
| Concejales   | Martine Delvenne (MR) Gilles Delcourt (Ecolo) Luc Melon (Ecolo) Daniel Boccar (Ecolo) Janine Davignon (Ecolo) |

## Lugares de interés
- Castillo de Jehay-Bodegnée, que data del siglo XVI.

## Demografía

### Evolución
Todos los datos históricos relativos al actual municipio, el siguiente gráfico refleja su evolución demográfica, incluyendo municipios después de efectuada la fusión el 1 de enero de 1977.
| Gráfica de evolución demográfica de Verlaine entre 1846 y 2019 |
|                                                                |

## Personalidades célebres
- Robert Collignon, ministro-presidente de la Región valona de 1994 a 1999, fue alcalde de Amay de 1987 a 1994 y de 2004 a 2006.